# Namíbiában történt légi közlekedési balesetek listája
A Namíbiában történt légi közlekedési balesetek listája mind a halálos áldozattal járó, mind pedig a kisebb balesetek, meghibásodások miatt történt, gyakran csak az adott légiforgalmi járművet érintő baleseteket is tartalmazza évenkénti bontásban.

## Namíbiában történt légi közlekedési balesetek

### 1997
- 1997. szeptember 13., az ország partjaitól nyugatra, 75 mérföldnyire a parttól. A Német Légierő Tupoljev Tu–154M típusú repülőgépe és az Amerikai Egyesült Államok Légierejének C–141B Starlifter típusú repülőgépe összeötközött a levegőben. A német gépen 14 utas és 10 fő személyzet tartózkodott. Mindannyian életüket vesztették a balesetben. Az amerikai gépen 9 fő személyzet tartózkodott. Mindannyian életüket vesztették a balesetben.[1]